# Robert Danhi
Robert Danhi (sinh 1970) là một đầu bếp nghiên cứu người Mỹ và tác giả chuyên về ẩm thực Đông Nam Á. Danhi cũng là tác giả của sách ẩm thực Southeast Asian Flavors(Hương Vị Đông Nam Á) đã lọt vào giải chung kết của James Beard Foundation Award .

## Những năm đầu đời
Robert Danhi sinh ngày 19 tháng 7 năm 1970 và lớn lên ở New York, Hoa Kỳ. Anh bắt đầu sự nghiệp ẩm thực của mình ở tuổi 15 bằng công việc rửa chén dĩa trong nhà hàng. Sau khi Danhi trở thành Bếp Phó trong nhiều nhà hàng ở Los Angeles, Danhi trở về trường học để nhận bằng AOS từ Học viện Ẩm thực Mỹ tại Hyde Park(The Culinary Institute of America), New York vào năm 1991. Sau đó, anh tiếp tục sự nghiệp ẩm thực và trở thành Bếp Trưởng trong nhiều nhà hàng ở Los Angeles và Hawaii. Năm 1998, Robert gia nhập Học viện Ẩm Thực Mỹ tại Hyde Park (The Culinary Institute of America)với vai trò là một giảng viên.

## Sự nghiệp
Năm 2005, Danhi thành lập công ty Chef Danhi Co Inc., một công ty tư vấn có trụ sở tại Los Angeles. Năm 2009, Danhi cho xuất bản cuốn sách ẩm thực Southeast Asian Flavors (Hương Vị Đông Nam Á) - Cuộc phiêu lưu về ẩm thực Thái Lan, Việt Nam, Malaysia và Singapore. Cuốn sách ẩm thực Easy Thai Cooking (Nấu Món Thái Thật Dễ Dàng)- 75 món ăn gia đình bạn có thể chuẩn bị tại nhà trong vòng vài phút  được xuất bản vào năm 2012. Danhi cũng là người dẫn chương trình cho bộ phim tài liệu 26 tập "Khám phá Việt Nam cùng Robert Danhi" , được phát sóng trên kênh HTV7. Danhi cũng tham gia chương trình Top Chef Việt Nam (Đầu Bếp Thượng Đỉnh) với vai trò là giám khảo chính.